# Herqueville (Manche)
Herqueville település Franciaországban, Manche megyében. Lakosainak száma 149 fő (2018. január 1.). Herqueville Omonville-la-Petite, Beaumont-Hague, Digulleville és Jobourg községekkel határos.

## Népesség
A település népességének változása:
| Lakosok száma | 87   | 63   | 67   | 149  | 145  | 157  | 160  | 159  | 153  | 149  |
|               | 1968 | 1975 | 1982 | 1990 | 1999 | 2011 | 2013 | 2015 | 2017 | 2018 |